# Đa nguyên tôn giáo

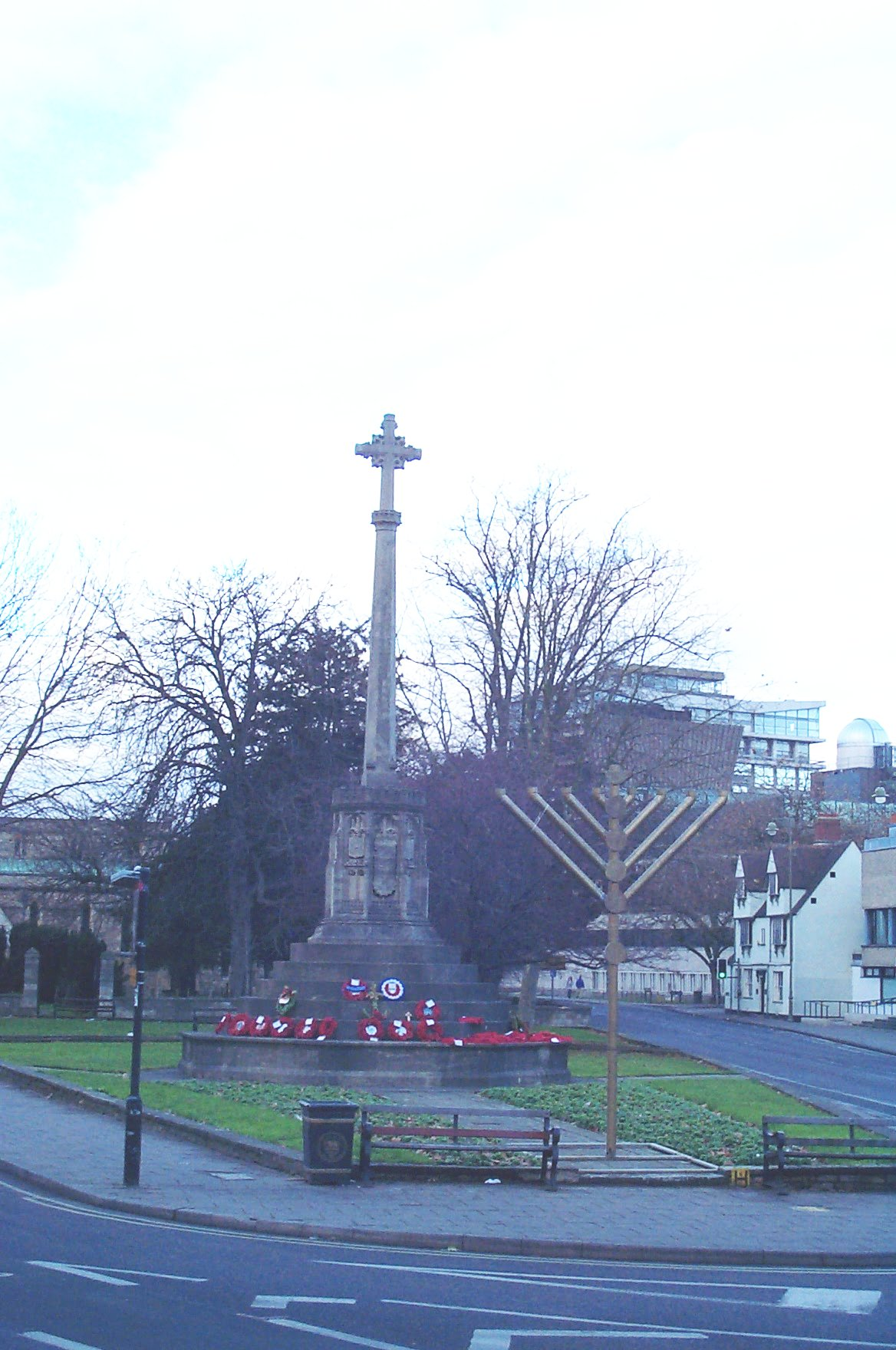
Cây thánh giá của đài tưởng niệm chiến tranh (Nhà thờ Anh) và một menorah (Đạo Do Thái) cùng tồn tại ở cuối phía bắc của St Giles 'ở Oxford, Anh

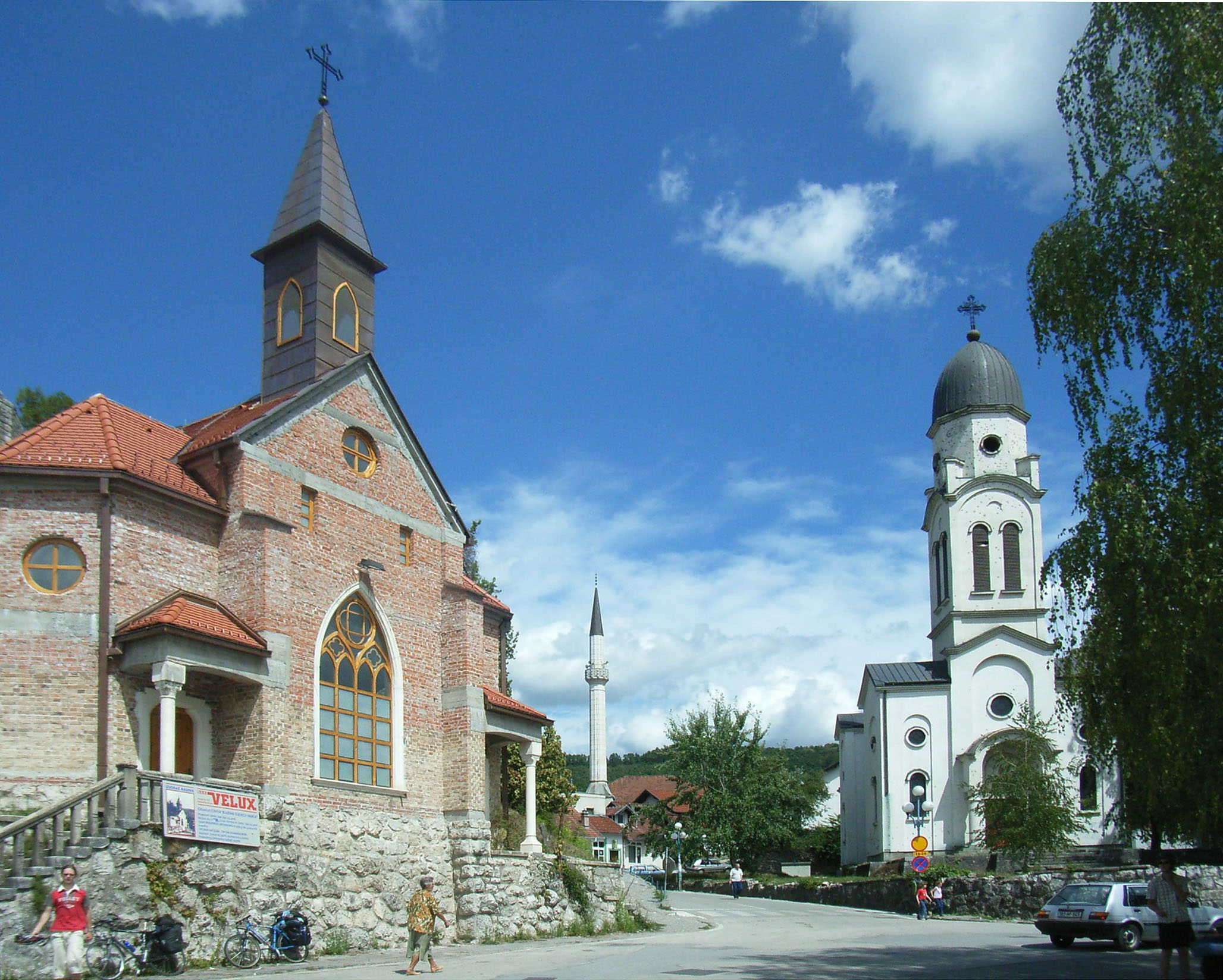
Nhà thờ Công giáo, Nhà thờ Hồi giáo và Nhà thờ Chính thống Serbia ở Bosanska Krupa, Bosnia và Herzegovina

Đa nguyên tôn giáo là một thái độ hoặc chính sách liên quan đến sự đa dạng của các hệ thống tín ngưỡng tôn giáo cùng tồn tại trong xã hội. Nó có thể chỉ ra một hoặc nhiều điều sau:
- Là tên gọi của thế giới quan mà theo đó tôn giáo của chính mình không được coi là nguồn chân lý duy nhất và độc quyền, và do đó, sự thừa nhận rằng ít nhất một số chân lý và giá trị đích thực tồn tại trong các tôn giáo khác.
- Do việc chấp nhận khái niệm rằng hai hoặc nhiều tôn giáo với những tuyên bố về chân lý loại trừ lẫn nhau đều có giá trị như nhau, nên đây có thể được coi là một hình thức của sự bao dung (một khái niệm nảy sinh do hậu quả của các cuộc chiến tranh ở châu Âu) hoặc thuyết tương đối về đạo đức.
- Khi xem xét kỹ hơn, sự hiểu biết rằng những tuyên bố độc quyền của các tôn giáo khác nhau, hóa ra là những biến thể của chân lý phổ quát đã được dạy từ thời xa xưa. Đây được gọi là Chủ nghĩa Perennialism (dựa trên khái niệm của Philosophia perennis) hoặc Chủ nghĩa truyền thống.
- Đôi khi là một từ đồng nghĩa với chủ nghĩa đại kết, tức là, việc thúc đẩy một mức độ nào đó của sự đoàn kết, hợp tác và nâng cao hiểu biết giữa các tôn giáo khác nhau hoặc các giáo phái khác nhau trong một tôn giáo duy nhất.
- Là một thuật ngữ chỉ tình trạng chung sống hài hòa giữa các tín đồ của các tôn giáo hoặc hệ phái tôn giáo khác nhau.
- Là một chuẩn mực xã hội và không chỉ đơn thuần là từ đồng nghĩa với đa dạng tôn giáo.[1]

## Định nghĩa và phạm vi

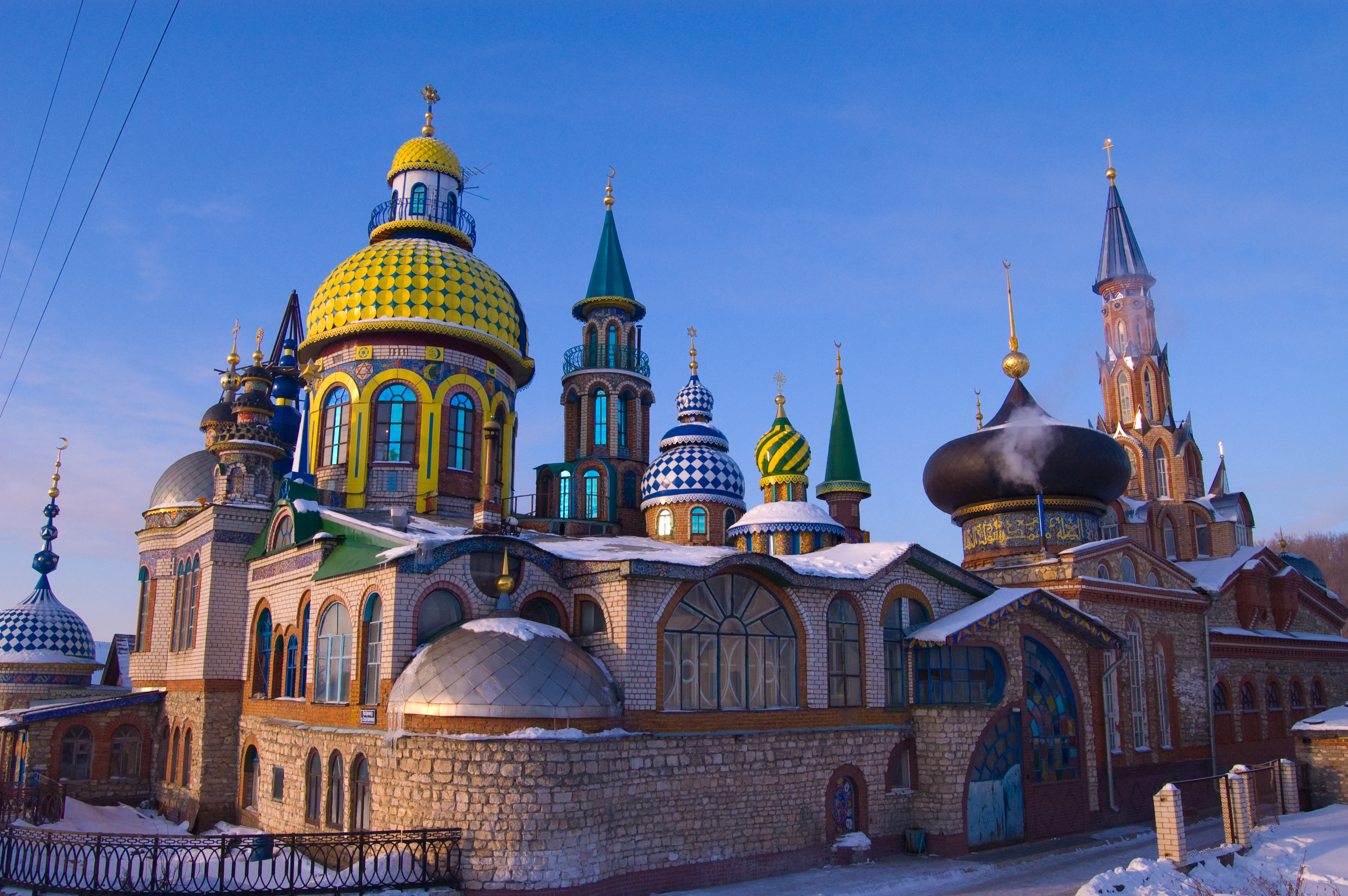
Đền thờ tất cả các tôn giáo ở Kazan, Nga

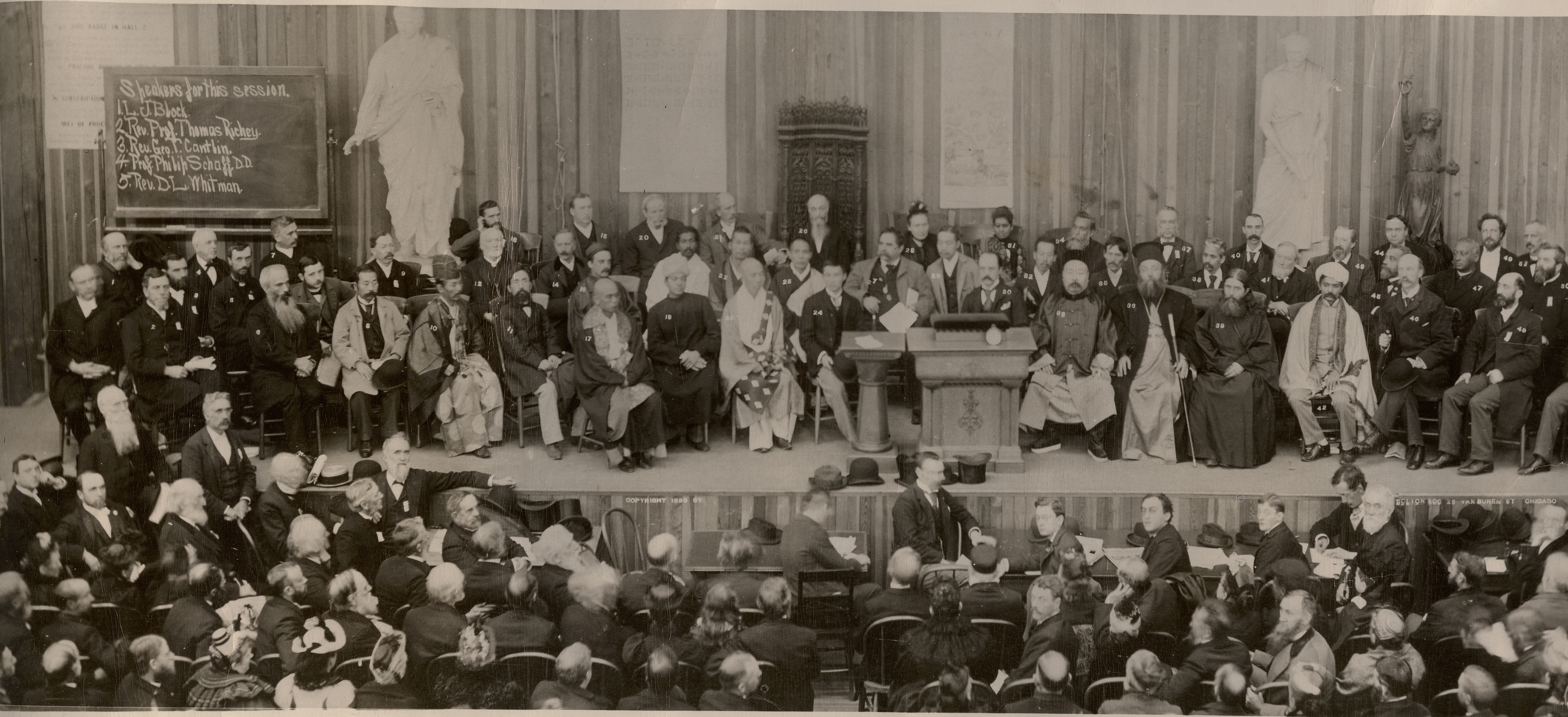
Đại hội của Nghị viện các tôn giáo trên thế giới, Chicago, 1893

Đa nguyên tôn giáo, để nhằm diễn giải tiêu đề của một công trình học thuật gần đây, vượt ra ngoài sự bao dung đơn thuần. Chris Beneke, trong Beyond Toleration: The Religious Origins of American Pluralism, giải thích sự khác biệt giữa lòng khoan dung tôn giáo và đa nguyên tôn giáo bằng cách chỉ ra tình hình ở Hoa Kỳ vào cuối thế kỷ 18. Vào những năm 1730, ở hầu hết các thuộc địa, các nhóm thiểu số tôn giáo đã đạt được cái mà người đương thời gọi là sự khoan dung tôn giáo: "Chính sách khoan dung đã giải tỏa các nhóm thiểu số tôn giáo khỏi một số hình phạt thể xác và một số gánh nặng tài chính, nhưng nó không khiến họ thoát khỏi sự phẫn nộ của thành kiến và sự loại trừ. Nó cũng không làm cho họ bình đẳng. Những người 'được bao dung' vẫn có thể bị cấm không được làm việc tại các cơ quan dân sự, giữ các chức vụ quân sự và các chức vụ đại học. "  Nói tóm lại, sự khoan dung tôn giáo chỉ là sự vắng mặt của sự đàn áp tôn giáo, và không nhất thiết loại trừ sự phân biệt đối xử về tôn giáo. Tuy nhiên, trong những thập kỷ tiếp theo, một điều phi thường đã xảy ra ở Mười ba thuộc địa, ít nhất là nếu người ta nhìn các sự kiện từ "một góc độ cuối thế kỷ mười tám". Dần dần các chính quyền thuộc địa đã mở rộng chính sách khoan dung tôn giáo, nhưng sau đó, giữa những năm 1760 và những năm 1780, họ đã thay thế nó bằng "thứ thường được gọi là tự do tôn giáo ". Mark Silka, trong "Định nghĩa đa nguyên tôn giáo ở Mỹ: Phân tích khu vực", nói rằng đa nguyên tôn giáo "cho phép một quốc gia bao gồm những người thuộc các tôn giáo khác nhau tồn tại mà không có chiến tranh giáo phái hoặc sự đàn áp của các nhóm thiểu số tôn giáo. Được hiểu khác nhau ở những thời điểm và địa điểm khác nhau, đó là một cấu trúc văn hóa thể hiện một số quan niệm chung về cách các cộng đồng tôn giáo khác nhau của một quốc gia liên hệ với nhau và với toàn thể quốc gia lớn hơn. " 
Đa nguyên tôn giáo có thể được định nghĩa là "tôn trọng sự khác biệt của người khác". Quyền tự do tôn giáo bao gồm tất cả các tôn giáo hành động theo luật pháp trong một khu vực cụ thể. Các tôn giáo theo chủ nghĩa độc tôn dạy rằng của họ là con đường duy nhất để cứu rỗi và dẫn đến chân lý tôn giáo, và một số người trong số họ thậm chí còn cho rằng cần phải dẹp bỏ những điều giả dối được các tôn giáo khác dạy. Một số giáo phái Tin lành tranh cãi gay gắt chống lại Công giáo La Mã, và các loại Cơ đốc nhân theo chủ nghĩa chính thống dạy rằng các thực hành tôn giáo như đạo Pagan giáo và phù thủy là ác độc. Đây là một thái độ lịch sử chung trước khi giác ngộ, và đã xuất hiện như chính sách của chính phủ vào ngày nay dưới các hệ thống như Taliban ở Afghanistan, với việc phá hủy tượng Phật cổ ở Bamyan. Tất nhiên, nhiều cộng đồng tôn giáo từ lâu đã tham gia vào việc xây dựng hòa bình, công lý và phát triển, và sự xuất hiện của lĩnh vực xây dựng hòa bình thế tục đã khiến các cộng đồng tôn giáo phải hệ thống hóa và thể chế hóa công việc xây dựng hòa bình và liên tôn của chính họ. Giáo hội Công giáo đã hoạt động trong các hoạt động phát triển và xóa đói giảm nghèo, nhân quyền, đoàn kết và hòa bình, và sau Thế chiến thứ hai, Giáo hội bắt đầu phát triển các công cụ cụ thể và áp dụng các thực tiễn chuyển đổi xung đột.
Trao cho một tôn giáo hoặc giáo phái các quyền đặc biệt mà không cho những tôn giáo khác các quyền này có thể làm suy yếu tính đa nguyên tôn giáo. Tình hình này đã được quan sát thấy ở châu Âu thông qua Hiệp ước Lateran và Giáo hội Anh. Trong thời kỳ hiện đại, nhiều quốc gia Hồi giáo có luật hình sự hóa hành vi để lại đạo Hồi cho những người sinh ra trong gia đình Hồi giáo, cấm những người không theo đạo Hồi vào Nhà thờ Hồi giáo, và cấm xây dựng Nhà thờ, Giáo đường Do Thái hoặc Đền thờ trong nước họ.
Thuyết tương đối triết học, với niềm tin rằng tất cả các tôn giáo đều bình đẳng về giá trị của chúng và không có tôn giáo nào cho phép tiếp cận với chân lý tuyệt đối, là một dạng cực đoan của thuyết bao trùm. Tương tự như vậy, chủ nghĩa nguyên hợp, cố gắng tiếp thu các tín điều thực hành từ các tôn giáo khác hoặc thậm chí trộn lẫn các thực hành hoặc tín điều từ các tôn giáo khác nhau vào một đức tin mới là một hình thức đối thoại liên tôn giáo cực đoan. Chủ nghĩa nguyên hợp không được nhầm lẫn với chủ nghĩa đại kết, nỗ lực để xích lại gần nhau hơn và cuối cùng thống nhất các giáo phái khác nhau của một tôn giáo có nguồn gốc chung nhưng bị chia rẽ bằng một cuộc ly giáo.